# Uğur Boral
Uğur Boral (Tokat, 14. travnja 1982.), turski umirovljeni branič i bivši reprezentativac. Boral je jako dobar play-maker, a osim u obrani, može igrati i kao vezni igrač. 
Karijeru je započeo 1995. godine u klubu Gaziosmanpaşa Karadenizspor, koji je tada bio amaterski klub iz Istanbula. Godine 1998. prelazi u Alibeyköyspor, a profesionalni ugovor dobiva 2000. kada prelazi u Gençlerbirliği. Sljedeću sezonu provodi na posudbi u Kocaelisporu. Godine 2006. potpisuje za Fenerbahçe gdje dobiva dres s brojem 25. Za taj klub je dosada postigao samo 2 pogotka, no oba u svom debiju u Ligi prvaka protiv CSKA Moskve. 
Izbornik Fatih Terim pozvao ga je na Europsko prvenstvo u 2008. gdje je debitirao u polufinalnoj utakmici protiv Njemačke i tu je postigao svoj prvi pogodak za reprezentaciju (nakon 9 nastupa) koji je doveo Tursku u vodstvo od 0:1. Utakmica je, nakon velikih uzbuđenja i Lahmovog pogotka u 90. minuti, ipak završila pobjedom Nijemaca 3:2. 